# Byfjellene
Byfjellene (les « montagnes de la ville ») est un massif situé dans la commune de Bergen, en Norvège. Bergensdalen et le centre-ville semblent logés au sein de ce massif, ce qui explique pourquoi il a une place si importante dans le cœur des Bergenois.
La partie orientale du massif a une forme de croissant qui aurait dans son creux Svartediket, le « lac noir » et sur sa périphérie, Vidden, le « plateau ». Elle comprend Ulriken, Fløyen, Sandviksfjellet et Rundemanen, montagnes faisant partie des sept montagnes de Bergen, ainsi que des sommets mineurs tels que Landåsfjellet, Nattlandsfjellet, Blåmanen et bien d'autres. En certains endroits il est composé de pentes douces boisées, dans d'autres de ravines abruptes, en particulier le nord d'Ulriken ou le sud de Fløyen, Søre Midtfjellet. Un versant proche de cet endroit s'appelle d'ailleurs Dødsdalen, la « vallée de la mort ».
Le point culminant du Byfjellene est Hauggjelsvarden et se trouve sur Vidden.
Une randonnée dominicale prisée des Bergenois consiste à traverser le massif, dans un sens ou dans l'autre, c'est-à-dire rejoindre Ulriken depuis Rundemanen ou vice-versa. Ces deux montagnes sont affectueusement surnommées « les deux tours » par les locaux en raison des antennes de télécommunications s'y trouvant.